# کاراووستاسی
کاراووستاسی (به لاتین: Karavostasi) یک عوارض جغرافیایی در قبرس است که در ناحیه نیکوزیا واقع شده‌است.

## خصوصیات
کاراووستاسی ۲٬۰۷۵ نفر جمعیت دارد.